# Kateřina z Vartenberka (1355)
Kateřina, snad z Vartenberka († 6. – 7. dubna 1355 či 10. prosince 1355) byla druhou manželkou Petra z Rožmberka a dle tradice pocházela z rodu Vartenberků, ačkoliv někteří historici tuto domněnku popírají. 

## Život
Kateřina se za ovdovělého nejvyššího komorníka českého království provdala roku 1318.
| „               | ... léta Páně 1318 pan Petr podruhé ženil se, pojav sobě za manželku šlechtičnu Kateřinu... | “ |
| — Václav Březan |                                                                                             |   |

 V roce 1347 se společně s manželem podílela na založení špitálu a na podzim téhož roku ovdověla . Z téměř třicet let trvajícího manželství se narodilo osm známých potomků.
| „                                                 | ...roku 1350...paní Kateřina...spolu se svými syny...Petrem, Joštem,Oldřichem a Janem v den apoštolů Filipa a Jakuba založili v Krumlově kláštery bratří a sester řádu sv. Františka | “ |
| — krumlovské klášterní nekrologium menších bratří | |   |

Kateřina se jako vdova stala štědrou donátorkou. Novému konventu pravděpodobně darovala obrázkový Liber depictus. Klášteru ve Vyšším Brodě roku 1354 věnovala vlastnoručně zhotovená liturgická roucha a honosný relikviář s ostatky svatých, které Rožmberkové získali od Karla IV., Ludvíka Uherského, Arnošta z Pardubic a akvilejského patriarchy Mikuláše. Zemřela roku 1355 a byla pohřbena v rožmberském pohřebišti ve Vyšším Brodě.